# Inghirami (cràter)
Inghirami és un cràter d‟impacte que està localitzat cap al terminador sud-oest de la Lluna. Es troba al sud-oest del cràter Schickard. Al nord-oest d'Inghirami es troba el Vallis Inghirami, una vall ampla i recta l'orientació de la qual és radial respecte a la conca d'impacte de la Mare Orientale. La vall té una longitud d'uns 140 quilòmetres i acaba a l'extrem nord del cràter.

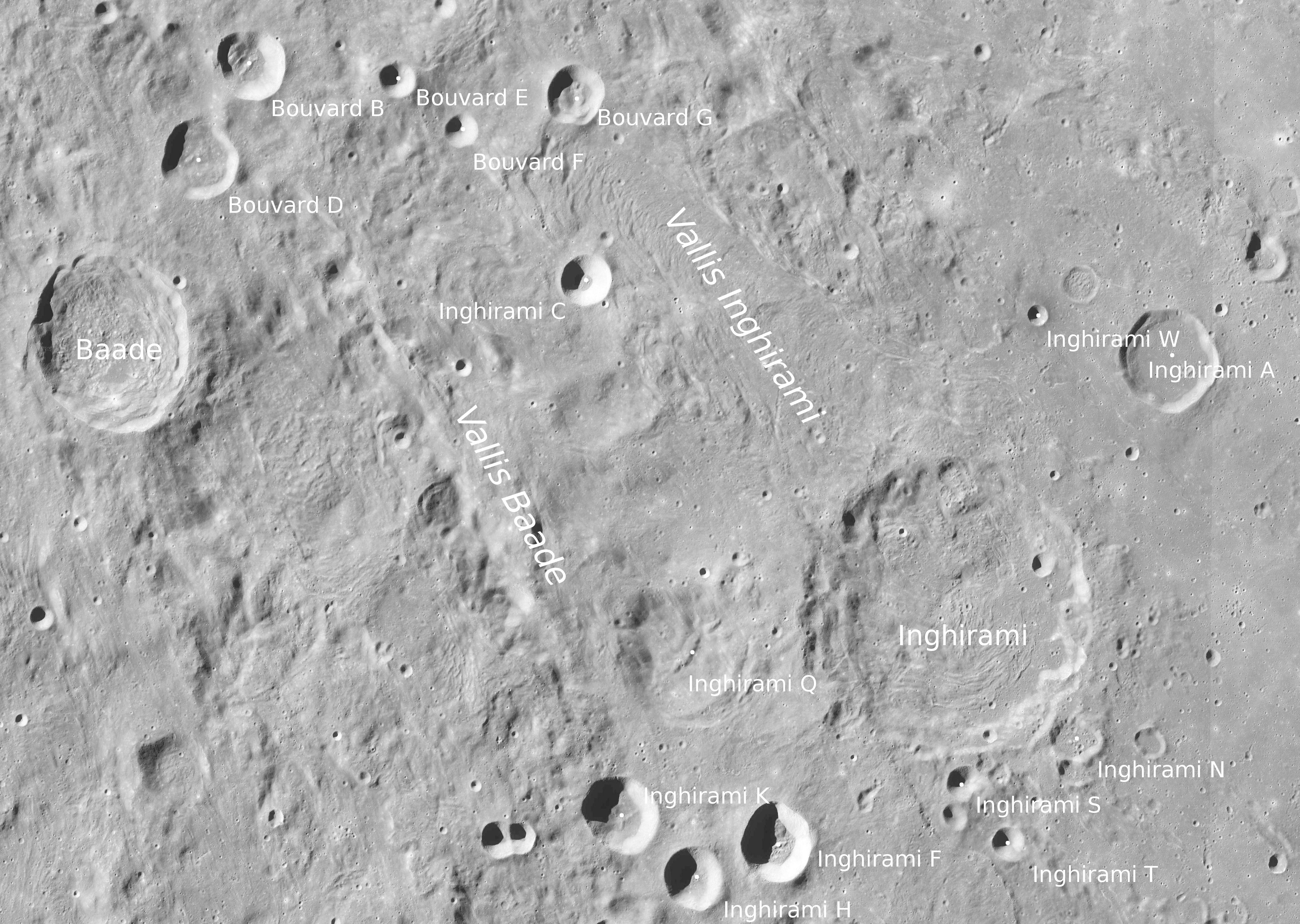
Localització d'Inghirami (centre dreta de la imatge)
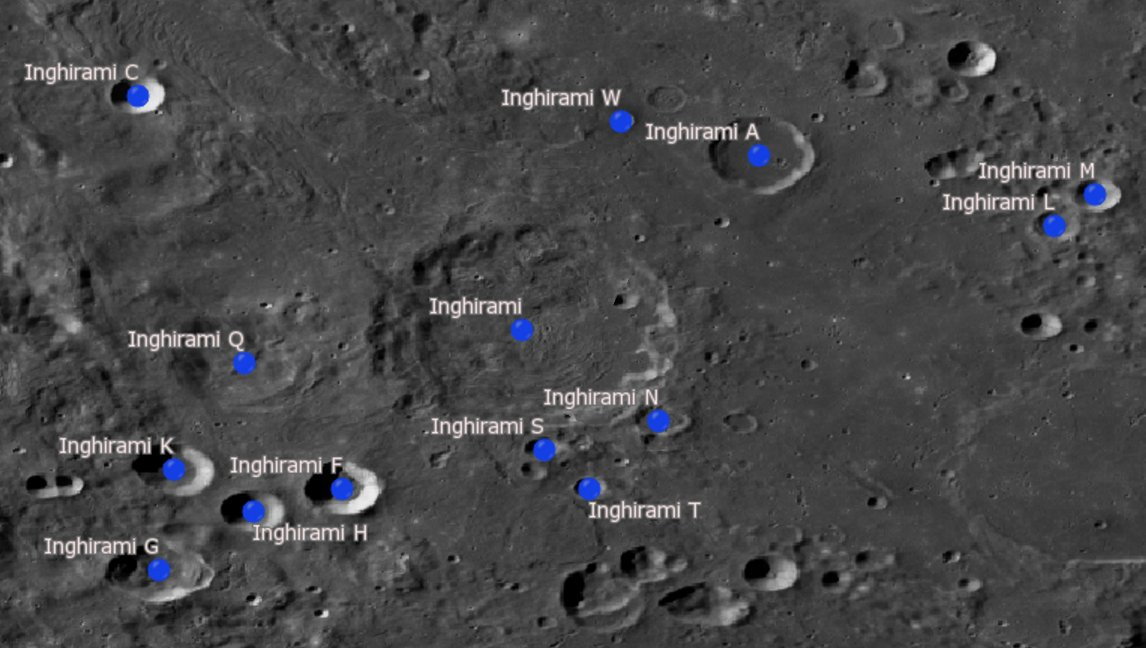
Cràters satèl·lit
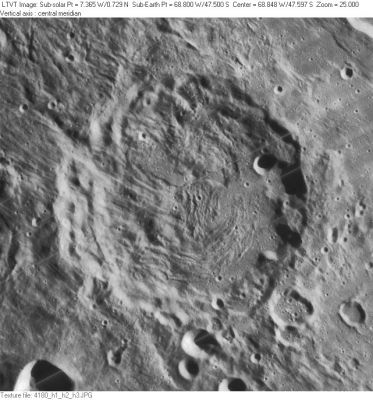
Cràter Inghirami

Inghirami és a prop de la vora sud-est de la immensa faldilla de materials projectats que envolta lal Mare Orientale. Aquest material ha format crestes lineals i valls que continuen a través de la major part de la vora del cràter i de l'interior de la cara nord-oest. Gran part de la vora exterior ha estat modificada per aquest material d'impacte, amb la part més intacta de la vora situada al costat sud-est.
El contorn d'aquest cràter, parcialment enterrat, és aproximadament circular i una mica irregular. Es localitzen algunes terrasses moderadament erosionades a la vora. Nombrosos cràters petits se situen al llarg o a prop de la vora. El cràter més notable al sòl interior és un petit impacte al costat de la paret interior oriental. La plataforma interior conserva les crestes, una sèrie de solcs en gran part del cràter, i només una àrea al costat de la vora de l'est que és relativament plana i lliure d'accidents.
Inghirami es troba a l'est de la Conca Mendel-Rydberg, una depressió d'impacte de 630 km d'amplada que pertany al Període Nectarià.

## Cràters satèl·lit
Per convenció aquests elements són identificats en els mapes lunars posant la lletra en el costat del punt central del cràter que està més proper a Inghirami.
| Inghirami | Coordenades                          | Diàmetre |
| --------- | ------------------------------------ | -------- |
| A         | 44° 54′ S, 65° 18′ O / 44.9°S,65.3°O | 34 km    |
| C         | 44° 06′ S, 74° 30′ O / 44.1°S,74.5°O | 18 km    |
| F         | 49° 48′ S, 71° 24′ O / 49.8°S,71.4°O | 23 km    |
| G         | 51° 06′ S, 74° 06′ O / 51.1°S,74.1°O | 29 km    |
| H         | 50° 12′ S, 72° 42′ O / 50.2°S,72.7°O | 18 km    |
| K         | 49° 36′ S, 73° 54′ O / 49.6°S,73.9°O | 23 km    |
| L         | 46° 00′ S, 61° 00′ O / 46.0°S,61.0°O | 13 km    |
| M         | 45° 36′ S, 60° 18′ O / 45.6°S,60.3°O | 14 km    |
| N         | 48° 54′ S, 66° 48′ O / 48.9°S,66.8°O | 14 km    |
| Q         | 48° 00′ S, 72° 54′ O / 48.0°S,72.9°O | 42 km    |
| S         | 49° 18′ S, 68° 24′ O / 49.3°S,68.4°O | 11 km    |
| T         | 49° 48′ S, 67° 48′ O / 49.8°S,67.8°O | 9 km     |
| W         | 44° 24′ S, 67° 24′ O / 44.4°S,67.4°O | 68 km    |